# کنستانتینو نویا
کنستانتینو نویا (انگلیسی: Constantino Noya؛ زادهٔ) یک بازیکن فوتبال اهل بولیوی است.
وی همچنین در تیم ملی فوتبال بولیوی بازی کرده است.